# Ella Anderson
Ella  Anderson ( Ella Aiko Anderson), née le 26 mars 2005, est une actrice américaine. Elle a commencé sa carrière en tant qu'actrice dans des films et séries pour enfants, en interprétant notamment Piper Hart dans la série diffusée sur Nickelodeon, Henry Danger. Elle est également connue pour avoir joué le rôle de Rachel Rawlings dans le film d'aventure comique The Boss en 2016.

## Carrière
Anderson a commencé sa carrière en tant qu'enfant actrice, dès l'âge de cinq ans. Elle a joué Hazel dans Section Genius de Disney Channel en 2011. Elle est également apparue dans un épisode de Raising Hope, en tant que petite fille qui se fait coincer une aiguille dans la main. Elle a fait d'autres apparitions dans des émissions de Disney en 2013, dans Doggyblog (Dog with a blog en anglais) en tant que Darcy Stewart et dans la série Liv et Maddie en tant que Jenny Peeke. En 2014, elle a joué Mitzy dans A Fairly Odd Summer (en), sur la chaîne Nickelodeon. Anderson a incarné Piper Hart depuis 2014 dans la série télévisée à succès Henry Danger, diffusée sur cette même chaîne et est apparue dans le film Jet Lag en 2015. L'année suivante, elle a joué Rachel Rawlings dans The Boss, et Vicky dans Joyeuse fête des mères. En 2017, elle interprète Jeannette Walls à 11 ans dans le film Le Château de verre, au côté de Brie Larson.
Ella Anderson possède son propre site internet, avec une boutique d'objets sous la marque Aiko by Ella. Ella Anderson a également une chaîne YouTube, qui compte plus de 12 000 abonnés.

## Filmographie

### Cinéma
- 2014 : La possession de Michael King : Ellie King
- 2015 : Jet Lag de Ken Scott : Bess Trunkman
- 2016 : The Boss de Ben Falcone : Rachel Rawlings
- 2016 : Joyeuse fête des mères de Garry Marshall : Vicky
- 2017 : Le château de verre de Destin Daniel Cretton : Jeannette Walls à 11 ans

• 2024: Henry Danger Le film/de  Joe Menendez / Piper Hart
• 2024: Suncoast/Brittany 
• 2025: Song Sung Blue/-

### Télévision
- 2011 : Dernier homme debout de Ernest R. Dickerson : Haley (téléfilm)
- 2011 : Fourmilière : Noisette (épisodes creative consultANT et amusemANT park)
- 2012 : Raising Hope : Annie (épisode Squeak Means Squeak)
- 2013 : Doggyblog : Darcy Stewart (épisodes Le vieux propriétaire de Stan et Good Girl Gone Bad)
- 2013 : Liv et Maddie : Jenny Keene (épisode Fa-La-La-a-Rooney)
- 2014 : Un été assez étrange : Mitzy (téléfilm)
- 2014 : New York, unité spéciale (saison 15, épisode 19) : Maddie Aschler
- 2014 - 2020 : Henry Danger : Piper Hart (rôle principal)
- 2015 : Offre spéciale vacances à Ho Ho à Nickelodeon : Olive (spécial télévision)
- 2015 : Havre de Moustache : Gâteau au miel (rôle voix, 2 épisodes)
- 2018 : Les Aventures de Kid Danger : Piper Hart (rôle voix principal)
- 2018 : Young Sheldon : Erica (épisode Un prodige rival et Sir Isaac Neutron)
- 2019 : Tout ça : Se (épisode 1105)

## Distinctions

### Nominations
- Kids' Choice Awards 2020 : Star TV féminin préférée (Henry Danger)[9].